# Buckley Island
Buckley Island är ett bergsmassiv i Antarktis. Det ligger i Östantarktis. Nya Zeeland gör anspråk på området.